# 赖姆
赖姆（法語：Raismes，法語發音：[ʁɛm]）是法国上法蘭西大區北部省的一个市镇，位于该省东部，属于瓦朗谢讷区。

## 地理
赖姆（50°23'21"N, 3°29'9"E）面积33.31 平方千米，位于法国上法蘭西大區北部省，该省份为法国最北部的省份及最长的省份，西北濒北海，西接加来海峡省，南至埃纳省和索姆省，东与比利时接壤。
与赖姆接壤的市镇（或旧市镇、城区）包括：圣阿芒莱索、瓦莱尔斯、昂赞、欧布里迪埃诺、伯夫拉日、埃斯科河畔布律埃、布吕耶圣阿芒、埃科蓬、阿农、埃兰、珀蒂特福雷。

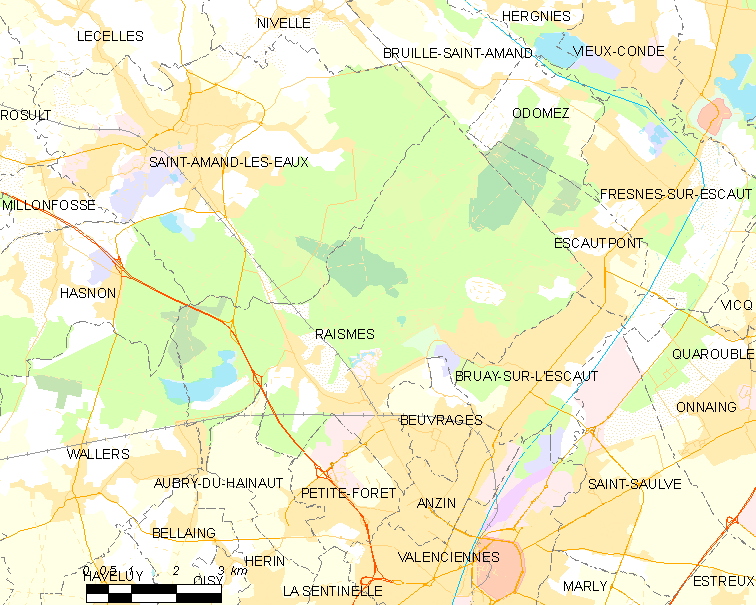
赖姆的OSM定位图

赖姆的时区为UTC+01:00、UTC+02:00（夏令时）。

## 行政
赖姆的邮政编码为59590，INSEE市镇编码为59491。

## 政治
赖姆所属的省级选区为圣阿芒莱索县。

## 人口

1962-2008年间赖姆人口变化图示

赖姆于2022年1月1日时的人口数量为12140人。